# Давлетово (Баймакский район)
Давле́тово (баш. Дәүләт) — деревня в Баймакского района Башкортостана России. Входит в состав Сибайского сельсовета.

## Географическое положение
Деревня находится в отрогах хребта Ирендыка, в 4 км от села Старый Сибай, и в 9 км от города Сибая. 
Расстояние до:
- районного центра (Баймак): 39 км,
- центра сельсовета (Старый Сибай): 4 км,
- ближайшей железнодорожной станции (Сибай): 5 км.

## История
В 1834 г. 51 человек из Ахмерова на реке Казах-Сапкан превратили хутор в деревню Давлетово. Первопоселенец; 60-летний Давлет Юлчурин (его сыновья Гильман, Калкан, Алтынгул) был среди тех, кто в 1816 г. переехал из Бахтигареева в Ахмерово. В год основания деревня состояла из 100 человек. Через 25 лет количество жителей сохранилось. Перепись 1920 г. показала, что было две одноименные деревни: Верхнее и Нижнее Давлетово, в которых проживало 183 жителя. В обеих деревнях 49 дворов. Кроме того, в 5 верстах находился Давлетовский хутор с украинским населением (211 человек и 32 двора).

## Население
| 2002 | 2009 | 2010 |
| ---- | ---- | ---- |
| 22   | ↗25  | →25  |

## Известные уроженцы
- Габитов, Мидхат Исмагилович (13 января 1925 — 10 октября 2010) — механик рудника, буровой мастер Башкирского медно-серного комбината, Герой Социалистического Труда, почётный гражданин Сибая, участник Великой Отечественной войны.